# Cesano (Roma)
Cesano è la cinquantaduesima zona di Roma nell'Agro romano, indicata con Z. LII.
Il toponimo indica anche una frazione di Roma Capitale (il cui nome completo è Cesano di Roma) e la zona urbanistica 20N del Municipio Roma XV (ex Municipio Roma XX).
La zona prende il nome dal borgo medioevale di Cesano di Roma, ubicato su di un colle a 240 metri sul livello del mare.

## Geografia fisica

### Territorio
Si trova nell'area nord di Roma, a ridosso del confine con i comuni di Anguillara Sabazia, Campagnano di Roma e Formello. Una vasta fetta di territorio è compresa all'interno del parco naturale regionale di Bracciano-Martignano e confina con il parco regionale di Veio a est.
La zona è circondata dai monti Sabatini, vicinissima ai laghi di Bracciano, di Martignano e agli alvei prosciugati dei laghi di Stracciacappa e di Baccano. È compresa tra la consolare via Cassia ad est, la via Braccianense a sud, la via Anguillarese ad ovest. A nord, invece, è limitato dai Monti Sant'Andrea e dalla valle di Baccano.
La collocazione di Cesano è all'interno dell'Agro romano nelle vicinanze dei laghi di Bracciano e Martignano, dell'antica città di Galeria, dell'antica città di Veio, dell'antica via Clodia, della valle di Baccano e della valle del Sorbo.
La zona confina:
- a nord con il comune di Campagnano di Roma
- a est con il comune di Formello
- a sud con le zone Z. LI La Storta[3] e Z. XLIX Santa Maria di Galeria[4]
- a nord-ovest con il comune di Anguillara Sabazia

La zona urbanistica confina:
- a nord con il comune di Campagnano di Roma
- a est con il comune di Formello
- a sud-est con la zona urbanistica 13B La Storta
- a sud con le zone urbanistiche 19G Castelluccia e 19H Santa Maria di Galeria
- a nord-ovest con il comune di Anguillara Sabazia

## Storia
Con Regio decreto n. 3247 del 27 dicembre 1923, su richiesta della popolazione di Cesano, la frazione passa dal comune di Campagnano di Roma a quello di Roma.

## Monumenti e luoghi d'interesse

### Architetture civili
- Borgo della Merluzza, su via della Merluzza. Casale del XVII secolo. 42.083157°N 12.372998°E

Comprende una cappella e una torre del XIII secolo annessa al casale.
- Torraccia del Bosco, su via Cassia. Torre medievale. 42.090601°N 12.375758°E
- Arco Monumentale dell'Acquedotto Paolino nella tenuta dell'Olgiata. Arco del XVII secolo. 42.053607°N 12.338515°E

Sul fosso di Cesano.

### Architetture religiose

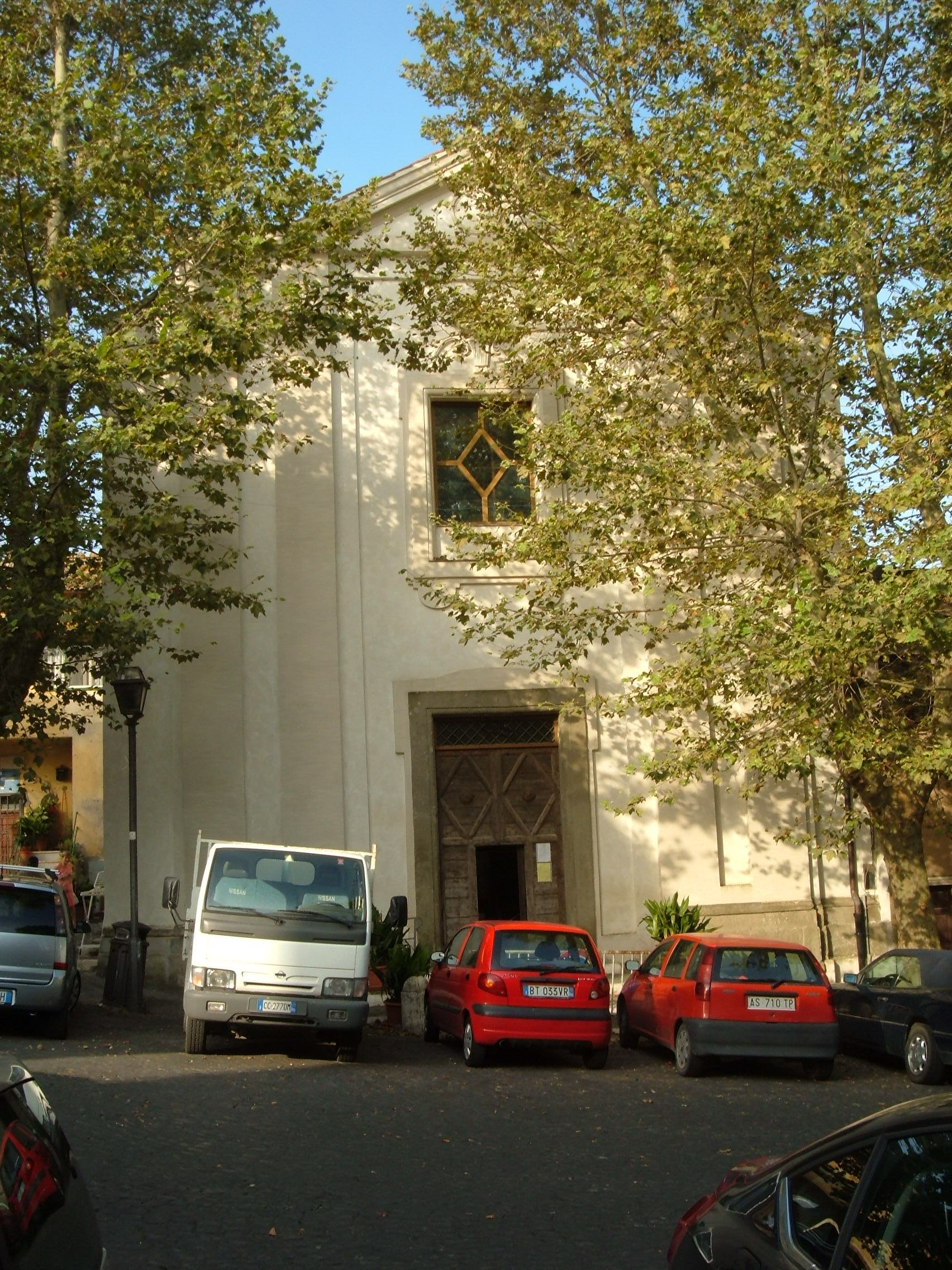
La chiesa di san Giovanni Battista

Tutte le chiese cattoliche di Cesano fanno parte della diocesi suburbicaria di Porto Santa Rufina.
- Chiesa di San Nicola di Bari, su borgo di Sopra. Chiesa dell'XI secolo.
- Chiesa di San Giovanni Battista, su piazza Francesco Caraffa. Chiesa del XVII secolo. 42.08155°N 12.350731°E
- Chiesa di San Sebastiano Martire, su via della Stazione di Cesano. Chiesa del XX secolo. 42.066645°N 12.332537°E
- Cappella di San Martino, su via della Stazione di Cesano. Cappella del XX secolo. 42.068932°N 12.330085°E

Si trova all'interno della Scuola di Fanteria.
- Chiesa di Sant'Andrea Apostolo, su via Lamon. Chiesa del XX secolo. 42.03665°N 12.305562°E

### Aree naturali
- Lago di Martignano
- Parco regionale di Veio
- Valle di Baccano

## Istituzioni, enti e associazioni
È sede della Scuola di Fanteria dell'Esercito Italiano, della locale Università agraria e del Centro Sperimentale Stradale dell'Anas.

## Geografia antropica

### Urbanistica
Nel territorio di Cesano si estende l'omonima zona urbanistica 20N.
Per Cesano sono stati deliberati anche i piani di Recupero dei nuclei di edilizia ex abusivi 20.9A "Cesano Paese" e 20.9B "Cesano – Via Baccanello – Via Colle Febbraro".

### Suddivisioni storiche
Del territorio di Cesano fanno parte la frazione omonima, quella di Osteria Nuova e le località di Cesano Stazione e Casaccia.

#### Cesano Stazione
Località nata intorno agli anni sessanta ed elevata al rango di frazione, si sviluppò grazie ai militari che prestarono servizio presso la vicina "Scuola di Fanteria" e che qui si insediarono con le loro famiglie proprio in quegli anni. Verso la fine degli anni novanta ha subito un forte incremento edilizio, con società cooperative edilizie destinate al personale delle forze armate e di polizia.
Il potenziamento della stazione ferroviaria lungo la linea FL3 e l'istituzione di un servizio metropolitano ad alta frequenza, hanno fatto di Cesano Stazione la porta di accesso nel settore settentrionale alla Capitale per i comuni limitrofi di Anguillara Sabazia, Campagnano e Formello.

#### Casaccia
Nella località di Casaccia, sulla strada per Anguillara Sabazia, si trova il Centro ricerche Casaccia dell'ENEA, sede di diversi impianti nucleari ancora attivi e tra le altre cose degli impianti Opec e IPu (oggi di proprietà della SOGIN) e che occupa un'area complessiva di 90 ettari, suddivisa in due aree separate dalla via Anguillarese.
Nel centro è ospitato un deposito temporaneo di rifiuti radioattivi classificati a bassa e media radioattività, di origine medico-sanitaria, industriale, di ricerca e altre minoritaria origine.

## Infrastrutture e trasporti
|  | È raggiungibile dalla stazione di Cesano di Roma. |

Si giunge a Cesano percorrendo la via Cassia (27 km dal centro di Roma), uscita dalla SR 2 Cassia al km 26, oppure la SR 2bis Cassia Veientana.

## Sport
Il territorio di Cesano è adatto alla pratica di trekking, mountain biking e corsa.
Un'associazione sportiva locale organizza corse di trail running.
Nel 2009 è stata avviata, da parte dell'Amministrazione di Roma Capitale, la costruzione di un palazzetto dello sport multifunzionale dotato di circa 1300 posti a sedere; a causa di problemi di natura economica con la ditta appaltatrice non è mai stato completato.